# John Hemingway

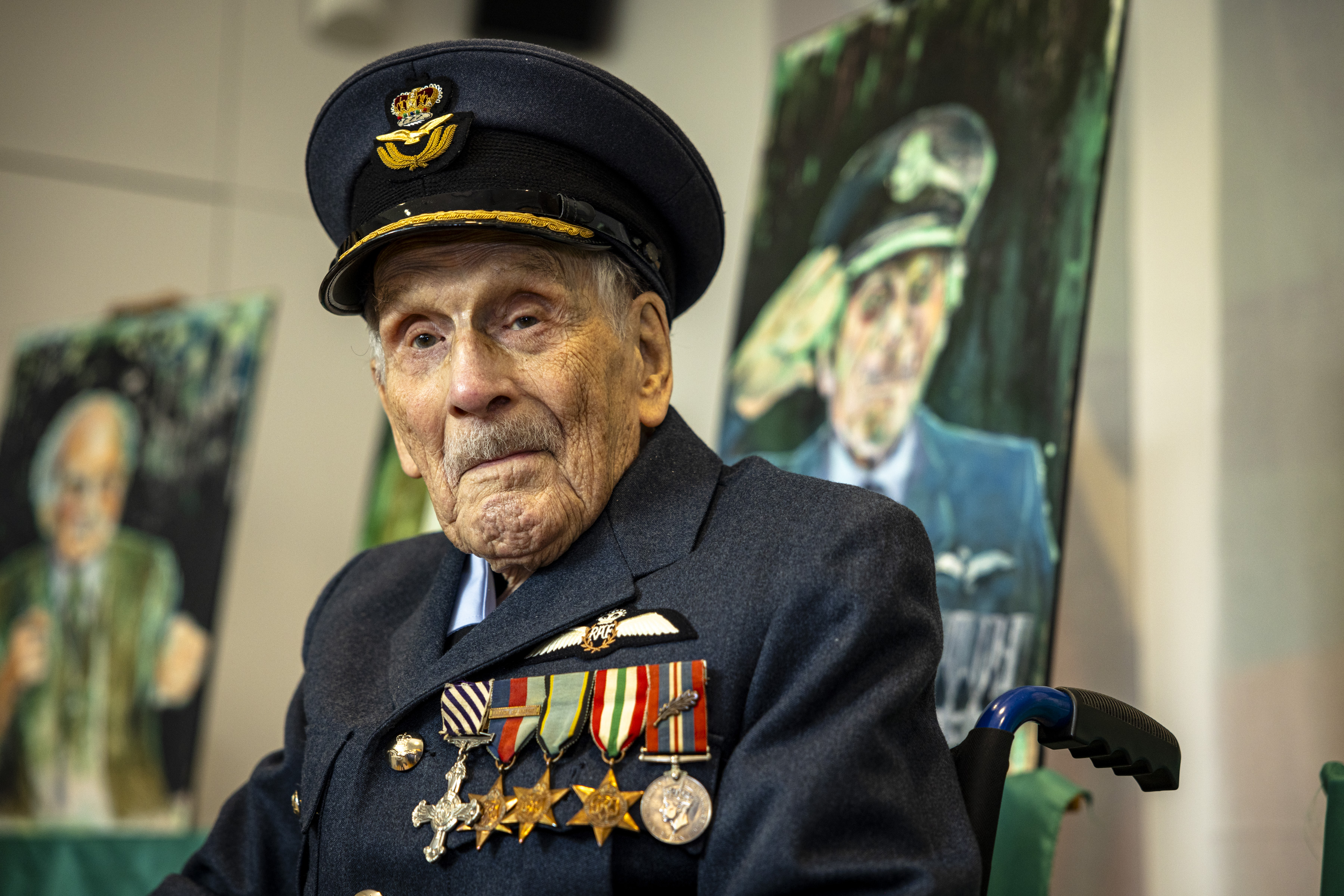
John Hemingway in Uniform und mit seinen militärischen Auszeichnungen an seinem 105. Geburtstag

John Allman „Paddy“ Hemingway (* 17. Juli 1919 in Dublin; † 17. März 2025 ebenda) war ein irischer Kampfpilot und Weltkriegsveteran. Als Angehöriger der Royal Air Force war er an der Schlacht von Dünkirchen, der Luftschlacht um England, der Alliierten Invasion in Italien und der Operation Overlord beteiligt. Nach dem Tod von William „Terry“ Clark (1919–2020) war er der letzte überlebende Pilot der Luftschlacht um England.

## Leben

### Herkunft und Ausbildung
Hemingway wurde im Dubliner Stadtteil Rathmines geboren. Seine schulische Ausbildung absolvierte er an der örtlichen St. Patrick's Cathedral Grammar School, danach am Dubliner St Andrew's College. Im Alter von 18 Jahren verpflichtete er sich bei der britischen Royal Air Force und schloss bei dieser am 7. März 1939 in Brough seine einjährige Pilotenausbildung ab.

### Einsatz in der Schlacht von Dünkirchen
Nach dem Ausbruch des Zweiten Weltkriegs diente er im von Peter Townsend angeführten No. 85 Squadron, einer zur British Expeditionary Force gehörenden Flugstaffel der Royal Air Force in Frankreich. Im Mai 1940 gelangen ihm mit seiner Hawker Hurricane bei Abwehrgefechten in der Schlacht von Dünkirchen, welche die Evakuierung von 330.000 britischen Soldaten in der Operation Dynamo ermöglichten, Abschüsse einer Heinkel He 111 und einer Dornier Do 17 der deutschen Luftwaffe, bevor er nach Treffern durch die deutsche Flugabwehr am 11. Mai 1940 im niederländischen Maastricht notlanden musste. Es war der erste von insgesamt fünf Abschüssen, die Hemingway im Zweiten Weltkrieg überlebte.

### Einsatz in der Luftschlacht um England
Wenige Tage später kehrte er nach England zurück und gehörte nunmehr zu einer Truppe von rund 3000 britischen Piloten der Royal Air Force und der Fleet Air Arm der Royal Navy, die in der Luftschlacht um England die geplante Invasion durch deutsche Truppen abwehrte und die in Anlehnung an eine Dankesrede des britischen Premierministers Winston Churchill als The Few (englisch für „Die Wenigen“) bekannt wurde. In dieser Schlacht flog Hemingway täglich bis zu fünf Einsätze und wurde am 18. August 1940 bei einem Luftkampf mit einer Junkers Ju 88 an der Themsemündung sowie acht Tage später über dem Marschland von Essex durch eine Dornier Do 215 abgeschossen. Das Wrack seiner Hawker Hurricane mit der Nummer P3966 wurde 2019 bei Pitsea geborgen und wird seither in einem Hangar in Elmsett aufwendig restauriert. Seinen vierten Abschuss überstand Hemingway am 13. Mai 1941, bei dem er nach dem Absprung aus seiner Maschine mit dem Fallschirm im Garten des Dichters Walter de la Mare in London landete. Für seine Verdienste in der Luftschlacht um England wurde Hemingway am 1. Juli 1941 mit dem Distinguished Flying Cross durch Georg VI. ausgezeichnet und im September desselben Jahres lobend in den Kriegsberichten erwähnt.

### Weitere Kriegseinsätze
Bei der Landung der alliierten Streitkräfte in der Normandie von Juni bis August 1944 fungierte Hemmingway als Fluglotse. Gegen Ende des Krieges war er im Zuge der Alliierten Invasion in Italien Staffelführer des No. 43 Squadron. Hierbei überlebte er am 23. April 1945 während eines Aufklärungsfluges den Abschuss seiner Spitfire Mk IX durch deutsche Stellungen in der Provinz Ferrara und blieb mithilfe Einheimischer hinter den feindlichen Linien unerkannt. Überreste seines Flugzeugs wurden 2017 nahe dem Dorf Coccanile entdeckt.

### Leben nach dem Krieg
Auch nach dem Krieg blieb Hemmingway bei der Royal Air Force, stieg 1946 in den Rang eines Flight Lieutenant und 1954 eines Wing Commander auf. Er diente als Stationsleiter der RAF Leconfield, war Stabsoffizier bei der NATO in Frankreich und beim Air Ministry tätig. 1969 schied er im Rang eines Group Captain aus dem aktiven Dienst aus. Hemingway, der Vater dreier Kinder und seit 1998 verwitwet war, lebte einige Jahre bei seiner einzigen Tochter in Kanada, bevor er 2011 nach Irland zurückkehrte und sich in Wicklow niederließ. Zwischenzeitlich galt Hemingway in der Öffentlichkeit als vermisst und vermutlich gestorben, bis einer seiner beiden Söhne im Jahr 2018 der Battle of Britain Fighter Association bestätigte, dass er noch lebte. Er starb im März 2025 im Alter von 105 Jahren in einem Dubliner Seniorenheim als letzter überlebender Pilot der Luftschlacht um England. William, Prince of Wales, und der britische Premierminister Keir Starmer würdigten ihn in persönlichen Nachrufen.